# Filodendro-imperial
Filodendro-imperial (Philodendron speciosum) é um arbusto brasileiro da família das aráceas usado para fins paisagísticos.

## Descrição
Filodendro-imperial é um arbusto perene que possui caule lenhoso de até 3 m de altura, folhas brilhantes e onduladas nas bordas com até 1,5 m de comprimento e inflorescência e infrutescência com 30 cm  de comprimento.
É nativo da Mata Atlântica, principalmente no Espírito Santo e Rio de Janeiro. Adapta-se a sol pleno ou meia sombra e vai bem em quase todo Brasil, com exceção das regiões serranas suscetíveis a geadas.

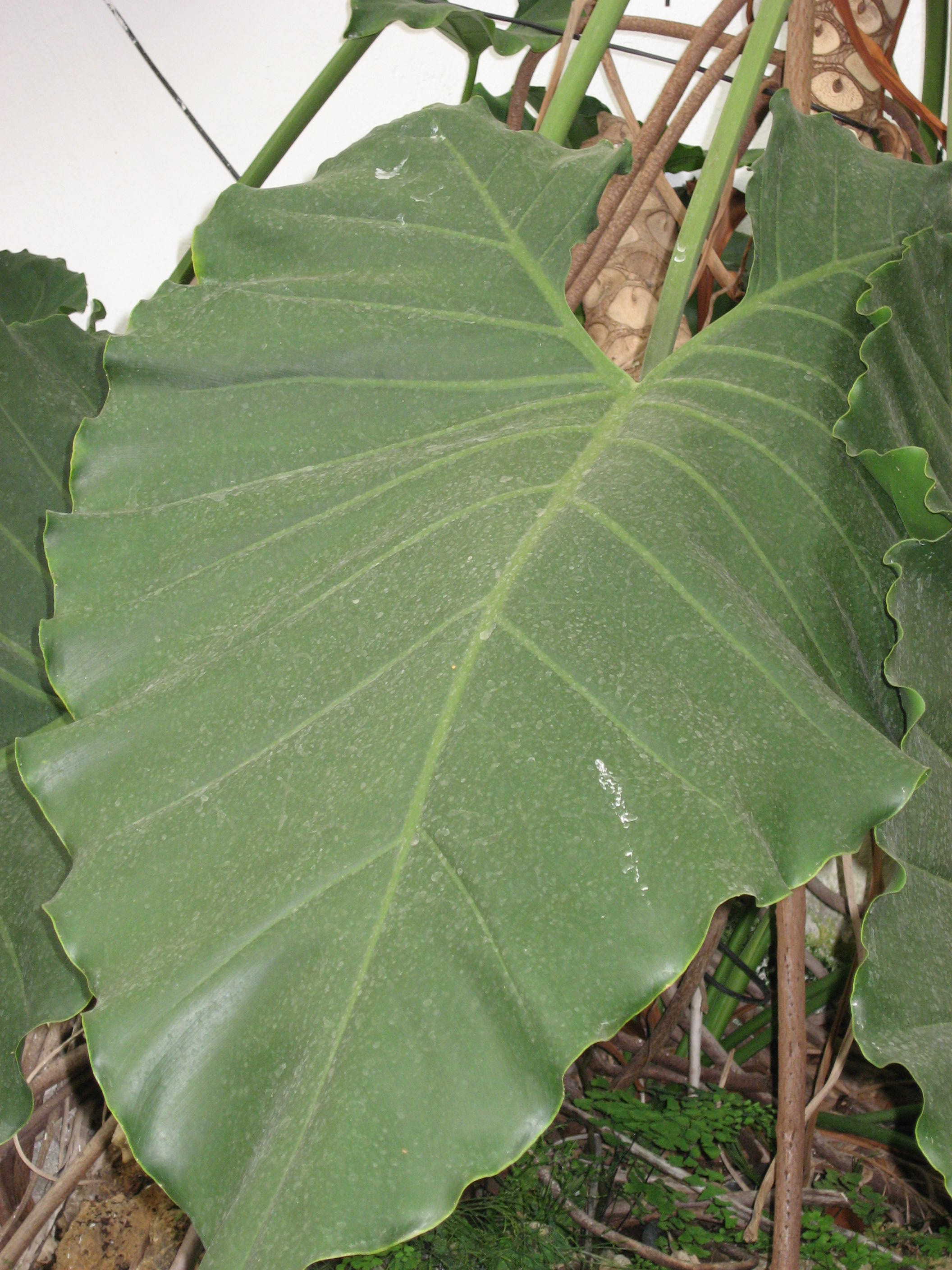